# El Cenizo (condado de Starr)
El Cenizo es un lugar designado por el censo ubicado en el condado de Starr en el estado estadounidense de Texas. En el Censo de 2010 tenía una población de 249 habitantes y una densidad poblacional de 3.204,65 personas por km².

## Geografía
El Cenizo se encuentra ubicado en las coordenadas 26°24′38″N 98°54′57″O / 26.41056, -98.91583. Según la Oficina del Censo de los Estados Unidos, El Cenizo tiene una superficie total de 0.08 km², de la cual 0.08 km² corresponden a tierra firme y (0%) 0 km² es agua.

## Demografía
Según el censo de 2010, había 249 personas residiendo en El Cenizo. La densidad de población era de 3.204,65 hab./km². De los 249 habitantes, El Cenizo estaba compuesto por el 100% blancos, el 0% eran afroamericanos, el 0% eran amerindios, el 0% eran asiáticos, el 0% eran isleños del Pacífico, el 0% eran de otras razas y el 0% pertenecían a dos o más razas. Del total de la población el 100% eran hispanos o latinos de cualquier raza. Es por eso que el gobierno decidió en hacer todos los asuntos utilizando el castellano (de facto) en vez de en inglés.  [cita requerida]